# Joseph-François Perrault
Joseph-François Perrault (2 juin 1753, à Québec — 5 avril 1844, à Québec)  est, tour à tour, un commerçant, professeur, greffier, juge de paix, protonotaire, gardien des archives publiques, fondateur et directeur d'écoles, franc-maçon, didacticien, rédacteur de manuels scolaires et homme politique du Bas-Canada puis (à partir de 1840) du Canada-Est,.

## Biographie
Joseph-Francois Perrault est issu de trafiquants de fourrures (les Perrault et les Baby dit Dupéront, …). Son parrain, le prêtre chanoine Joseph-François Perrault, est le seul  de ses oncles qui n'est pas un négociant.
Mais, à sa naissance, au milieu du XVIIIe siècle, la traite des fourrures donne des signes de déclin. La Nouvelle-France, aussi, qui s'effrite. L'Angleterre domine les mers et veut posséder et régenter tout le nord de l'Amérique. Les colonies anglaises installées sur la côte est, sous l'Acadie, sont de plus en plus peuplées. Les Acadiens sont bientôt déportés (1755). La France perd l'Acadie, Louisbourg, toute la vallée du Saint-Laurent… Il ne lui reste, de la Nouvelle-France, que les petites Îles Saint-Pierre et Miquelon, ainsi que le sud-est de la Louisiane et la rive droite (ouest) du Mississippi, lorsque Joseph-Francois Perrault célèbre sa dixième année révolue (Traité de Paris, 1763).
Les événements de la fin du Régime français déconcertent sa famille. Son père, Louis Perrault, et plusieurs de ses oncles se réfugient à Trois-Rivières durant le siège de Québec en 1759. C’est là que, trois ans plus tard, Joseph-François perd sa mère, qui laisse, en mourant, 8 enfants dont l’aîné n’a pas encore 11 ans.
Revenu à Québec en 1763, son père passe en France pour s’occuper des fourrures qu’il avait expédiées à La Rochelle et confie alors ses enfants à son frère Jacques Perrault, dit Perrault l’aîné, et à sa belle-sœur, Charlotte Boucher de Boucherville. Les enfants sont alors mis en pension chez les ursulines et au séminaire de Québec, où ils reçoivent l’éducation et l’instruction que dispensent alors ces établissements réputés.
Il épousa a Montréal Ursule Macarty et ils eurent 12 enfants.

### Formation
À l'âge de 12 ans, en 1765, il étudie donc au Petit Séminaire de Québec : il y fait son cours classique (latin, grec ancien…) , qu'il termine (ou presque) à l'âge de 19 ans, en 1772.

### Professions successives, avant d'instaurer l'instruction publique
Il débute comme commerçant : il rejoint son père en Louisiane en 1773, qui fort occupé l'y réclame instamment. Le fils en profite pour s'initier à la langue espagnole, puis il se rend à Saint-Louis, au Missouri, y diriger les affaires de son père, absent. En 1779, il s'embarque pour la Virginie, en passant par le Mississippi et l’Ohio, pour recouvrer l’argent que devait l’officier américain George Rogers Clark à son père.
Le fils, qui n’allait jamais plus revoir son père, est fait prisonnier par des Amérindiens au service de l'Angleterre et emmené à Détroit, où il travaille notamment comme précepteur jusqu'en mai 1780.
Après un séjour de quelques semaines à Montréal et à Québec, il retourne à Détroit. En 1781, il est envoyé à Montréal par son oncle Jacques Baby dit Dupéront, qui le prend comme agent.
Le 7 janvier 1783 à Montréal, Joseph-Francois Perrault, à la veille d'avoir 30 ans d'âge, contracte mariage avec Ursule Macarty, sa cousine âgée de 16 ans, fille d’un commerçant de fourrures — il l'avait rencontrée, peu avant, au pays des Illinois. La dot, que Joseph-Francois Perrault reçoit de son beau-père, lui appartient en tant qu'époux, le tout selon la coutume.
Il fait aussi des affaires à son compte, puis il abandonne le commerce de détail en 1787. Il comprend que ce qui leur reste du commerce (des fourrures, etc.) est en train d'échapper aux Canadiens (francophones), car de plus en plus contrôlé partout par la "Hudson Bay Company" et les nouvelles grandes sociétés de commerce, fondées et dirigées par les nouveaux maîtres, anglophones (Anglais, Écossais, …), telle la "North West Company" (1782) des Frobisher et autres McTavish… Il comprend, lui, l'homme instruit, bilingue, descendant des anciens fortunés du commerce… que, désormais, le peuple des francophones a tout intérêt à s'instruire, et qu'il faut lui offrir un système d'instruction publique de bonne qualité et gratuit… Et c'est à cela et à la culture intellectuelle (théâtre, journaux, livres, manuels…) qu'il décide de consacrer le reste de sa vie. Il n'a que 34 ans.
Il s'occupe de théâtre à Montréal avec Pierre-Amable de Bonne (1758-1816), seigneur, futur homme politique et juge, à l'époque, comme directeurs avec d’autres Canadiens (Canadiens-français), dont Joseph Quesnel et Jean-Guillaume de Lisle.
Ce Théâtre de société, fondé à l’automne de 1789, réussit (un fait sans précédent à Montréal) à terminer une première saison théâtrale, de décembre 1789 à février 1790. Parmi les quatre spectacles présentés, figurent le Médecin malgré lui de Molière, Colas et Colinette, ou le Bailli dupé de Quesnel et trois pièces de Jean-François Regnard. Malgré la censure ecclésiastique et les menaces du curé de la paroisse de Montréal, le prêtre François-Xavier Dézéry dit Latour (1741-1793), les directeurs tiennent bon. Un débat public s’ensuit dans la Gazette de Montréal jusqu’à la fin de la saison théâtrale. Le clergé réussit pourtant à faire suspendre pendant quelques années les productions du Théâtre de société. De 1795 à 1797, une troupe du même nom présente des pièces dont le Barbier de Séville de Beaumarchais qui prend l’affiche pour la première fois à Montréal. Cette brève réapparition de l’activité théâtrale à Montréal est suivie d’une nouvelle éclipse jusqu’au tournant du XIXe siècle. La ville de Québec résiste mieux à la censure cléricale grâce à la présence du gouverneur et de visiteurs princiers qui aiment se divertir par des jeux de scène — ce dont Pierre-Amable de Bonne et Joseph-François Perrault, eux-mêmes, sauront profiter bientôt, après la nomination du premier comme juge à la Cour du banc du roi du district de Québec et le transfert, à son ami Perrault, des petits postes judiciaires (greffier, juge de paix, protonotaire…) que  ce seigneur, nouveau juge-homme politique, exerçait dans ce district.
Joseph-François Perrault est ensuite traducteur, professeur, didacticien, rédacteur de manuels scolaires et, de 1796 à 1804, homme politique.
Sa femme meurt le 23 avril 1800, à l'âge de 33 ans, après 12 maternités à terme, en 17 ans.
Il participe à la création du journal Le Courrier de Québec, en 1806, avec (le juge) De Bonne et Jacques Labrie. Il œuvre aussi au journal Le Vrai Canadien, dans les années 1810. Il est membre actif de la Société littéraire de Québec, en 1808…
Instaurateur de l'instruction publique, il dirige la Société d'éducation du district de Québec (de 1821 à 1825) et la Société de l'école britannique et canadienne du district de Québec (de 1823 à 1828).
Philanthrope, fondateur et directeur d'écoles, il fait construire (à ses frais, en exemple, pour faire la nique aux gouvernants) quatre écoles à Québec, sa ville natale, la capitale, qui était plus anglophone et plus populeuse que Montréal, à l'époque.
En 1832, il y publie une brochure intitulée Moyens de conserver nos institutions, notre langue et nos lois. Il fait paraître son projet d'organisation scolaire pour le Bas-Canada dans La Gazette de Québec (le journal officiel du gouvernement), le 3 octobre 1833.
Mais, c'est surtout comme précepteur, traducteur, gardien des archives de l'état civil du district judiciaire de Québec, greffier, juge de paix (1795-) et protonotaire à la Cour du banc du roi à Québec, de 1795 à 1830 (à cinq reprises), qu'il reçoit des rétributions qui vaillent.

### Carrière politique
En 1796, Joseph-François Perrault s'implique dans la vie politique. Il est élu député du Comté de Huntingdon à la Chambre d'assemblée du Bas-Canada. Il appuie tantôt le Parti canadien, tantôt le Parti bureaucrate. Il ne prend part à aucun vote. La Chambre n'accueille les élus que dans la morte saison (l'hiver). Ils ne reçoivent aucune compensation pour leur rôle (sauf l'Orateur, président de l'assemblée). Chacun paie son transport et ses frais de séjour…
Mais c'est devant cette Chambre que Joseph-François Perrault propose pour la première fois son projet d'établissement d'écoles publiques.

### D'avant-garde
Joseph-François Perrault est très en avance sur son époque :
- Il prône l'instruction obligatoire, gratuite et non confessionnelle.
- Il souhaite l'imposition d'une taxe obligatoire pour financer l'enseignement (guerre des éteignoirs).
- Il est reconnu pour la tenue de ses écoles, la qualité de son enseignement et de ses résultats — l'historien François-Xavier Garneau (1809-1866) est l'un de ceux qui peuvent en témoigner : il doit sa formation à Joseph-François Perrault.
- Il forme lui-même les enseignants et rédige le premier code d'éthique destiné aux instituteurs.
- Ses idées d'avant-garde obligèrent le clergé à développer les écoles paroissiales.
- Malgré son attachement à la religion catholique, il a toujours favorisé la neutralité religieuse en matière d'éducation.

Joseph-Francois Perrault est un personnage fascinant de l'histoire du Québec, si tant est que ses idées sont reprises et considérées une centaine d'années plus tard, durant la courte « période de la Révolution tranquille », dans le Rapport Parent, portant sur le système d'éducation à réformer.

### Franc-maçon
Joseph-Francois Perrault est franc-maçon. Il est élu « second grand surveillant » de la "Provincial Grand Lodge of Lower Canada", en 1812. À titre de « Maître », il fonde avec le notaire Michel Berthelot et Joseph Leblond, une loge à Québec, en 1816, nommée « Les Frères canadiens ». Il accède au rang de « grand maître provincial adjoint », en 1820.

### Manuels scolaires
- Joseph-Francois Perrault, Tableau alphabétique de mots de trois syllabes : à l’usage des écoles élémentaires françaises, [Québec, s.n.], 1830[7].

### Biographie
- P. B. Casgrain, La vie de Joseph-François Perrault surnommé le père de l'éducation du peuple canadien, publié à Québec chez C. Darveau, en 1898[8].

## Honneurs
- Au Canada, plusieurs écoles portent aujourd'hui son nom.
- Au Québec, deux écoles secondaires sont nommées « École secondaire Joseph-François-Perrault » : celle de Québec et celle de Montréal (avec sa vocation musicale reconnue) — toutes deux offrant un « programme d'études internationales » (P.E.I.). À côté de celle de Montréal, il y a le parc François-Perreault, et autour de ces deux, il y a la rue François-Perreault, en forme d'octogone. Le tout est au cœur du district François-Perreault, qui est la moitié sud de Saint-Michel[9].
- Notable, mort à l'âge de 90 ans en 1844, il est alors inhumé dans la basilique-cathédrale Notre-Dame de Québec, malgré son passé de franc-maçon : c'est un grand honneur, pour un laïc.
- Joseph-François Perrault est généralement considéré comme « le père de l'éducation nationale au Canada (Canada-Est, Canada français) ».